# Quả báo
Quả báo (tiếng Trung: 果報; bính âm: Guǒbào), nghiệp quả (tiếng Trung: 業果; bính âm: Yè guǒ), nghiệp báo (tiếng Trung: 業報; bính âm: Yè bào), hay vipāka (tiếng Phạn và tiếng Pali), là một thuật ngữ Phật giáo cho sự chín muồi hoặc trưởng thành của karma (hay nghiệp), hoặc hành động có chủ ý. Lý thuyết về hành động và kết quả nghiệp (kamma-vipāka) là một niềm tin trung tâm trong tư tưởng Phật giáo.

## Các từ đồng nghĩa
Quả báo có thể dịch thành những từ sau:
- Hệ quả trong quan hệ nhân quả (effect) (S. Mahinda Thera[1])
- Sự trưởng thành (Keown, 2000, loc 810-813)
- Sự chín muồi (maturation) (Harvey, 1990, tr. 39[2])
- Kết quả

## Theo Phật giáo
Quả báo là một trong các nguyên lý cơ bản của giáo lý Phật giáo là: Có luân hồi tất có nhân quả, hai việc ấy vốn liên tục nhau. Phật dạy: "Cha làm điều chẳng lành, con không chịu thế được, con làm điều chẳng lành, cha không chịu thế được. Làm lành tự được phước, làm dữ tự mang họa" (Phụ tác bất thiện, tử bất đại thọ, tử tác bất thiện, phụ bất đại thọ. Thiện tự hoạch phước, ác tự thọ ương). Lại có câu: "Điều lành dữ cuối cùng đều có trả, khác nhau chỉ đến chóng hay chầy, nhanh hay chậm mà thôi"
Cái Quả hay Nghiệp vốn là kết quả cái nhân hay duyên của con người tạo ra trong kiếp trước hoặc kiếp này. Rồi cái Quả ấy lại làm nhân cho cái Quả khác sẽ báo ứng về sau. Nhân và Quả cứ tiếp tục tương ứng như vậy mãi như bóng với hình, mãi mãi là cuộc trả vay, vay trả của cõi luân hồi.
Nghiệp ở tiền kiếp làm con người đầu thai trong một cuộc đời, một hoàn cảnh nhất định. Nhưng điều này không có nghĩa là "số phận đã an bài từ trước", mà thực ra hành động và lựa chọn của con người trong kiếp đó vẫn có sự tự do. Nghiệp sinh ra hoàn cảnh, nhưng sự phản ứng đối với hoàn cảnh này lại nằm trong tay con người, do con người lựa chọn. Phật dạy: "Ác nghiệp chính do mình tạo, tự mình sinh ra. Ác nghiệp làm hại kẻ ngu dễ dàng như kim cương phá hoại bảo thạch... Làm dữ bởi ta, mà nhiễm ô cũng bởi ta; làm lành bởi ta, mà thanh tịnh cũng bởi ta. Tịnh hay không tịnh đều bởi ta, chứ không ai có thể làm cho ai thanh tịnh được."
Do vậy con người không thể đổ lỗi cho hoàn cảnh khó khăn khiến bản thân mình sa đọa,. Làm Thiện hay làm Ác, tạo Ác nghiệp hay Thiện nghiệp đều là do tự thân mình chọn lấy, quả báo thế nào là do chính mình làm ra chứ không phải do Thần Phật nào quyết định. Vậy muốn biết nhân quả kiếp trước của ai, cứ xem cái địa vị sang hèn của người ấy ở kiếp đương sanh. Muốn biết nhân quả đời sau của họ thế nào, cứ xem tâm tánh và hành động của họ ở ngay kiếp này vậy.
Nhân quả hay nghiệp báo vốn có hai thứ: Biệt nghiệp (Karma individuel) và Cộng nghiệp (Karma collectif).
- Biệt nghiệp: là quả báo riêng từng người, ai tạo nhân gì thì nhận quả nấy. Biệt nghiệp lại ứng quả có hai cách: Định nghiệp và Bất định nghiệp.
- Cộng nghiệp: là quả báo chung cho nhiều người phải chịu. Như nhiều kẻ đồng phạm một tội ác, khi đền tội, phải chịu chung một ác quả.

Đối với thời gian, sự báo ứng có ba cách:
- Báo ứng ngay trong kiếp tạo nhân, gọi đương kiếp nhân quả, ngôn ngữ hiện đại gọi là Hệ quả, kết quả, nếu là những nhân quả xấu thì còn gọi là Hậu quả.
- Báo ứng theo cái nhân kiếp trước, gọi tiền kiếp nhân quả, nghiệp báo.
- Báo ứng ở kiếp sau do cái nhân hiện tại, gọi hậu kiếp nhân quả.

Quả báo xuất hiện trong 3 những trường hợp:
1. Oan gia đối đầu: Trường hợp này xuất hiện khi, ở kiếp trước, chúng sinh này đã gieo nhân thiện (ác) với chúng sinh kia, và chúng sinh kia có suy nghĩ muốn trả quả báo, kiếp này phải gặp lại để nhận những gì đã gieo.
Vd: Kiếp trước, người này (A) là thuộc hạ của một băng đảng xã hội đen, nghe lệnh giết hại một người vô tội (B), làm gia đình người đó đau khổ. Vì bị giết hại, người kia (B) nuôi ý định trả thù. Kiếp này gặp lại, đúng vào thời điểm thích hợp, nghiệp báo thúc đẩy xuất hiện ý định trả thù ở người vô tội (B). Chỉ vì những lý do rất nhỏ nhặt, người vô tội(B) nổi giận và giết hại người kia (A) để trả lại nghiệp xưa.
2. Người gieo nhân gặp người gặt quả: Trường hợp này xuất hiện khi, ở kiếp trước, chúng sinh này đã gieo nhân thiện (ác) với chúng sinh kia, kiếp này sẽ phải trả quả báo, nhưng chúng sinh kia không xuất hiện, mà có chúng sinh khác xuất hiện thời điểm đó để gieo nhân.
Ví dụ: Kiếp trước, người này (A) từng lấy cắp tài sản của một người khá giả. Người khả giả đó, vì sống có đạo đức, biết làm phước nên sinh ra ở đất nước khác, không gặp lại người đã lấy cắp tài sản. Kiếp này, một người có ý muốn lấy cắp tài sản (B) gặp người trả quả lấy cắp tài sản (A). Hoàn cảnh thuận lợi, người (A) sơ hở bị người (B) lấy cắp tài sản.
3. Trả nghiệp vô tình:Trường hợp này xuất hiện khi, ở kiếp trước, chúng sinh này đã gieo nhân thiện (ác) với chúng sinh kia, đến kiếp này phải trả quả báo nhưng chúng sinh kia không muốn trả thù, và không có chúng sinh nào xuất hiện thời điểm đó để gieo nhân.
Vd: Kiếp trước, người này có ác tâm (A) giết hại một người vô tội, nhưng người vô tội đó có tu hành, đã phát nguyện thương yêu và không trả thù người đã giết hại mình. Đến thời điểm người có ác tâm (A) phải trả quả báo, vô tình đi đường, bị một cây mục đè vào người.
- Quả báo là luật thưởng phạt công bình của vũ trụ, không ai tạo ra cũng không bị ai làm hư hoại. Kinh Pháp cú dẫn lại nhiều lời Phật dạy về Nhân quả như:
- Đời này chỗ này khổ, chết rồi chỗ khác khổ, kẻ gây điều ác nghiệp, cả hai nơi đều khổ, buồn rằng: "ta đã tạo ác" phải đọa vào ác thú khổ hơn
- Chẳng phải cha mẹ hay bà con nào hết, nhưng chính tâm niệm hướng về hành vi chánh thiện làm cho mình cao thượng hơn.
- Người gây điều bất thiện, làm xong ăn năn, khóc lóc nhỏ lệ dầm dề, vì biết mình sẽ thọ lấy quả báo tương lai
- Khi ác nghiệp chưa thành thục, người ngu tưởng như đường mật; nhưng khi ác nghiệp đã thành thục, họ nhất định phải chịu khổ đắng cay.
- Chớ khinh điều ác nhỏ, cho rằng: "chẳng đưa lại quả báo cho ta". Phải biết giọt nước tích lâu ngày cũng đầy bình. Kẻ ngu phu sở dĩ đầy tội ác bởi chứa dồn từng chút từng chút mà nên. Chớ khinh điều lành nhỏ cho rằng: "chẳng đưa lại quả báo cho ta". Phải biết giọt nước tích lâu ngày cũng đầy bình. Kẻ trí giả sở dĩ toàn thiện bởi chứa dồn từng chút từng chút mà nên.

## Theo quan niệm Baha'i
Quả báo theo quan niệm của giáo lý Baha'i được cho là sự đau khổ, day dứt của tâm hồn khi làm một điều gì sai trái. Trong giáo lý Baha'i không đề cập đến hình phạt mà các tôn giáo khác thường nêu ra. Sự khổ đau tâm hồn chính là trạng thái địa ngục hay còn gọi nôm na là quả báo. Nhưng điều khác biệt trong ý niệm Baha'i về quả báo phải được hiểu là làm một điều gì không tốt cho mình hoặc cho người xung quanh ngay cả từ trong sâu thẳm tâm hồn. Vì có những Đấng Giáo dục phải chịu cực hình để cứu chuộc tội lỗi của nhân loại, không lẽ nhìn bằng con mắt đời thường cũng cho là Vị đó bị quả báo sao. Tóm lại định nghĩa quả báo trong Baha'i không phải là một sự dọa nạt đứa con nít, nó được hiểu cụ thể như khi ta vượt đèn đỏ thì đương nhiên là phạm luật giao thông và có nguy cơ bị tai nạn. Để ăn năn hối cải, người chót làm điều xấu tự mình xưng tội với Đấng Tối cao và cố gắng sửa đổi tâm tính hàng ngày, chứ không có bậc trung gian nào đứng ra rửa tội.
Một điểm khác nữa mà người Baha'i tin rằng nếu sự xấu đến với ta mà tự do ta gây ra thì đương nhiên ta phải hứng chịu. Nhưng điều không may mắn đến không do ta làm ra thì chắc chắn đó là Ý chí của Đấng Tối cao và người Baha'i vui vẻ nhận lấy và tạ ơn, ví như các bậc phải chịu tử đạo để bảo vệ đức tin, hoặc cha mẹ sinh em bé nhưng em bé chết ngay thì người Baha'i tin đó là Ý chí của Đấng Tối cao. Một quan niệm tiến bộ khiến người ta vui vẻ trong mọi hoàn cảnh.